# Handarbeit (Band)
Handarbeit war eine deutsche Bluesband. Sie wurde Ende 1979 in Potsdam gegründet und bestand bis 1989.

## Bandgeschichte
Obwohl Handarbeit in der Bluesszene der DDR als Geheimtipp gehandelt wurde, wurde sie – anders als beispielsweise Stefan Diestelmann, Jürgen Kerth oder
Engerling – in der Öffentlichkeit kaum wahrgenommen. Da es die Band vorzog, englischsprachige Titel zu spielen, erhielt sie keinen Zugang zu den DDR-Medien und in die Aufnahmestudios von Amiga. Zwangsläufig wurde Handarbeit auch die erste Band, welche Aufnahmen in einem privaten Tonstudio produzierte. Das Studio gehörte Gunther Wosylus, der damals Schlagzeuger bei den Puhdys war. Aufgenommen wurden zwei Titel: Blues für Bessi Smith und Pleasant Joseph. Letzterer wurde von den DDR-Kulturbehörden verboten. Das Verbot war für die Musiker Anlass, keine weiteren Studioaufnahmen mehr zu veröffentlichen und eine Live-Band zu bleiben.
Zum Höhepunkt in der Bandgeschichte gehörte ihr Auftritt am 16. August 1983 in Ketzin, wo sie gemeinsam mit Freygang, Engerling und Monokel vor etwa 7.000 Kunden spielten.
In den 1980er Jahren gingen viele Bluesbands neue musikalische Wege. Handarbeit orientierte sich stärker am Jazz und war auch die erste ostdeutsche Band, die Titel von Django Reinhardt in ihr Repertoire aufnahm. 1988 nahm die Band an einem Leistungsvergleich teil und wurde als Hervorragendes Amateurtanzorchester der DDR ausgezeichnet und erhielt daraufhin den auf zwei Jahre befristeten Profistatus zuerkannt.
Ein Jahr später verließ Schmidt die Band und spielte gemeinsam mit Alexander Blume in der Intercity Bluesband. Doch schon 1990 gründete er die Band East Blues Experience.
Nach Schmidts Ausscheiden löste sich Handarbeit auf. Die übrigen ehemaligen Bandmitglieder spielen heute bei Pass over Blues.